# Cantonul Carmaux-Sud
Cantonul Carmaux-Sud este un canton din arondismentul Albi, departamentul Tarn, regiunea Midi-Pyrénées, Franța.

## Comune
| Comune             | Populație (1999) | Cod poștal | Cod INSEE |
| ------------------ | ---------------- | ---------- | --------- |
| Blaye-les-Mines    | 3.061            | 81400      | 81033     |
| Carmaux            | 3.985 (1)        | 81400      | 81060     |
| Labastide-Gabausse | 454              | 81400      | 81114     |
| Taïx               | 411              | 81130      | 81291     |